# Ratpenat llengut petit
El ratpenat llengut petit (Lionycteris spurrelli) és una espècie de ratpenat de la família dels fil·lostòmids. Viu a Panamà, Colòmbia, Veneçuela, Guyana, Surinam, al nord-oest del Brasil, a l'est del Perú i al nord de Bolívia. És l'única espècie del gènere monotípic Lionycteris.